# Meilleur joueur de la NFL par PFWA (MVP)
Le prix du joueur le plus remarquable de la NFL (MVP) est remis chaque année depuis la saison 1966 par la Pro Football Writers of America (PFWA) (en) à un joueur de la National Football League (NFL) ayant été "le plus utile" au cours de la saison régulière.
La PFWA est composée de 300 écrivains, rédacteurs et chroniqueurs sportifs couvrant le football américain professionnel aux États-Unis. Comme pour tous les trophées remis par la PWFA, chaque membre de cette association est éligible pour voter.
Après une interruption de 8 années, le prix est régulièrement décerné depuis la saison 1975.
Le premier récipiendaire est Bart Starr et le dernier en date est Aaron Rodgers.

## Palmarès
| Saison    | Joueur              | Équipe                             | Position         |
| --------- | ------------------- | ---------------------------------- | ---------------- |
| 1966      | Bart Starr          | Packers de Green Bay               | Quarterback      |
| 1967-1974 | prix non décerné    | prix non décerné                   | prix non décerné |
| 1975      | Fran Tarkenton      | Vikings du Minnesota               | Quarterback      |
| 1976      | Bert Jones (en)     | Colts de Baltimore                 | Quarterback      |
| 1977      | Walter Payton       | Bears de Chicago                   | Running back     |
| 1978      | Earl Campbell       | Oilers de Houston                  | Running back     |
| 1979      | Earl Campbell       | Oilers de Houston                  | Running back     |
| 1980      | Brian Sipe (en)     | Browns de Cleveland                | Quarterback      |
| 1981      | Ken Anderson        | Bengals de Cincinnati              | Quarterback      |
| 1982      | Dan Fouts           | Chargers de San Diego              | Quarterback      |
| 1983      | Joe Theismann       | Redskins de Washington             | Quarterback      |
| 1984      | Dan Marino          | Dolphins de Miami                  | Quarterback      |
| 1985      | Marcus Allen        | Raiders de Los Angeles             | Running back     |
| 1986      | Lawrence Taylor     | Giants de New York                 | Linebacker       |
| 1987      | Jerry Rice          | 49ers de San Francisco             | Wide receiver    |
| 1988      | Boomer Esiason      | Bengals de Cincinnati              | Quarterback      |
| 1989      | Joe Montana         | 49ers de San Francisco             | Quarterback      |
| 1990      | Randall Cunningham  | Eagles de Philadelphie             | Quarterback      |
| 1991      | Thurman Thomas      | Bills de Buffalo                   | Running back     |
| 1992      | Steve Young         | 49ers de San Francisco             | Quarterback      |
| 1993      | Emmitt Smith        | Cowboys de Dallas                  | Running back     |
| 1994      | Steve Young         | 49ers de San Francisco             | Quarterback      |
| 1995      | Brett Favre         | Packers de Green Bay               | Quarterback      |
| 1996      | Brett Favre         | Packers de Green Bay               | Quarterback      |
| 1997      | Barry Sanders       | Lions de Détroit                   | Running Back     |
| 1998      | Terrell Davis       | Broncos de Denver                  | Running back     |
| 1999      | Kurt Warner         | Rams de Saint-Louis                | Quarterback      |
| 2000      | Marshall Faulk      | Rams de Saint-Louis                | Running back     |
| 2001      | Marshall Faulk      | Rams de Saint-Louis                | Running Back     |
| 2002      | Rich Gannon         | Raiders d'Oakland                  | Quarterback      |
| 2003      | Jamal Lewis         | Ravens de Baltimore                | Running Back     |
| 2004      | Peyton Manning      | Colts d'Indianapolis               | Quarterback      |
| 2005      | Shaun Alexander     | Seahawks de Seattle                | Running back     |
| 2006      | LaDainian Tomlinson | Chargers de San Diego              | Running back     |
| 2007      | Tom Brady           | Patriots de la Nouvelle-Angleterre | Quarterback      |
| 2008      | Peyton Manning (2)  | Colts d'Indianapolis               | Quarterback      |
| 2009      | Peyton Manning (3)  | Colts d'Indianapolis               | Quarterback      |
| 2010      | Tom Brady (2)       | Patriots de la Nouvelle-Angleterre | Quarterback      |
| 2011      | Aaron Rodgers       | Packers de Green Bay               | Quarterback      |
| 2012      | Adrian Peterson     | Vikings du Minnesota               | Running back     |
| 2013      | Peyton Manning (4)  | Broncos de Denver                  | Quarterback      |
| 2014      | Aaron Rodgers (2)   | Packers de Green Bay               | Quarterback      |
| 2015      | Cam Newton          | Panthers de la Caroline            | Quarterback      |
| 2016      | Matt Ryan           | Falcons d'Atlanta                  | Quarterback      |
| 2017      | Tom Brady (3)       | Patriots de la Nouvelle-Angleterre | Quarterback      |
| 2018      | Patrick Mahomes     | Chiefs de Kansas City              | Quarterback      |
| 2019      | Lamar Jackson       | Ravens de Baltimore                | Quarterback      |
| 2020      | Aaron Rodgers (3)   | Packers de Green Bay               | Quarterback      |
| 2021      | Aaron Rodgers (4)   | Packers de Green Bay               | Quarterback      |
| 2022      | Patrick Mahomes (2) | Chiefs de Kansas City              | Quarterback      |
| 2023      | Lamar Jackson (2)   | Ravens de Baltimore                | Quarterback      |
| 2024      | Lamar Jackson (3)   | Ravens de Baltimore                | Quarterback      |

### Sites connexes
- Trophées du meilleur joueur de la NFL (MVP)
- Meilleur joueur de la NFL par l'Associated Press (MVP)
- Meilleur joueur offensif de l'année
- Meilleur joueur défensif de l'année
- NFL Honors
- Rookie NFL de l'année
- Meilleur revenant de l'année de l'Associated Press.
- Walter Payton Man of the Year Award.
- FedEx Air & Ground NFL Players